# Arnside
Arnside är en by och en civil parish i Cumbria, England. Orten har 2 301 invånare (2001).